# Gerald M. Rubin
Gerald Mayer Rubin (* 1950 in Boston, Massachusetts) ist ein US-amerikanischer Genetiker und Molekularbiologe.
Rubin ist seit 2000 einer der Vizepräsidenten des Howard Hughes Medical Institute und seit 2003 Direktor von dessen Janelia Farm Research Campus, an dessen Planung und Errichtung er entscheidend beteiligt war.

## Leben
Rubin besuchte die Boston Latin School und erwarb 1971 am Massachusetts Institute of Technology (MIT) einen Bachelor in Biologie. Er studierte unter anderem bei Salvador Luria und nahm Sommerkurse am Cold Spring Harbor Laboratory. Am Medical Research Council (MRC) in Cambridge erwarb er 1974 einen PhD mit der Arbeit Studies on a 5.8 S Ribosomal RNA über eine Hefe-RNA von 158 Basenpaaren Länge. Zur gleichen Zeit wie Rubin arbeiteten Sydney Brenner, James Watson, Francis Crick, Fred Sanger und Max Perutz am MRC. Als Postdoktorand arbeitete Rubin bei David Hogness an der Stanford University, wo er die erste Genbibliothek von Drosophila anlegte.
Nach einem kurzen Aufenthalt ab 1977 als Assistant Professor für Biologie am Sidney Farber Cancer Institute der Harvard Medical School in Boston ging Rubin als Forscher an die Abteilung für Embryologie der Carnegie Institution in Baltimore. 1983 holte Daniel Koshland Rubin als Professor für Genetik an die University of California, Berkeley, wo er seit 1987 den Lehrstuhl für Genetik innehatte. Ebenfalls seit 1987 forscht Rubin zusätzlich für das Howard Hughes Medical Institute (HHMI) und hat zusätzlich eine Professur für Biochemie und Biophysik an der University of California, San Francisco. Als Rubin im Jahr 2000 Vizepräsident des Howard Hughes Medical Institute wurde, legte er seine Professur in Berkeley nieder. An der Janela Farm leitet Rubin (Stand 2012) weiterhin eine eigene Arbeitsgruppe.

## Wirken
Mit seiner Methode, klonierte Gene stabil in das Genom der Keimzellen von Drosophila einzuschleusen, eröffnete Rubin – gemeinsam mit Allan C. Spradling – der Genetik und Entwicklungsbiologie neue Möglichkeiten. Weitere wichtige Arbeiten Rubins befassten sich mit Transposons, den molekularen Grundlagen der Hybriddysgenese (siehe P-Element#Hybriddysgenese) und der genetischen Veränderung von Drosophila mit P-Elementen. 1992 gründete er mit Spradling das Drosphila-Genomprojekt, das – in Zusammenarbeit mit J. Craig Venter – 2000 abgeschlossen werden konnte. Jüngere Arbeiten befassen sich mit der Funktion von Drosophila-Genen, die Homologe beim Menschen haben, und mit Struktur und Funktion des Gehirns von Drosophila.

## Auszeichnungen (Auswahl)
- 1983: Passano Young Scientist Award[1]
- 1983: Newcomb Cleveland Prize[2]
- 1985: Eli Lilly Award in Biological Chemistry[3]
- 1985: NAS Award in Molecular Biology[4]
- 1986: Genetics Society of America Medal[5]
- 1987: Mitglied der National Academy of Sciences
- 1992: Mitglied der American Academy of Arts and Sciences[6]
- 1993: Howard Taylor Ricketts Award
- 2000: Newcomb Cleveland Prize der American Association for the Advancement of Science[7][2]
- 2003: George W. Beadle Award[8][9]
- 2007: Auswärtiges Mitglied der Royal Society[10]
- 2017: Auswärtiges Mitglied der European Molecular Biology Organization
- 2024: Gruber-Preis für Neurowissenschaften[11]